# Tweede Kamerverkiezingen in het kiesdistrict Venlo (1848-1850)
Tweede Kamerverkiezingen in het kiesdistrict Venlo (1848-1850) geeft een overzicht van verkiezingen voor de Nederlandse Tweede Kamer in het kiesdistrict Venlo in de periode 1848-1850.
Het kiesdistrict Venlo werd ingesteld na de grondwetsherziening van 1848. Tot het kiesdistrict behoorden de volgende gemeenten: Arcen en Velden, Beesel, Belfeld, Bergen, Broekhuizen, Gennep, Grubbenvorst, Helden, Horst, Kessel, Maasbree, Meerlo, Mook en Middelaar, Ottersum, Sevenum, Tegelen, Venlo, Venray en Wanssum.
Het kiesdistrict Venlo vaardigde in dit tijdvak per zittingsperiode één lid af naar de Tweede Kamer.
Legenda
- cursief: in de eerste verkiezingsronde geëindigd op de eerste of tweede plaats, en geplaatst voor de tweede ronde;
- vet: gekozen als lid van de Tweede Kamer.

## 30 november 1848
De verkiezingen werden gehouden na ontbinding van de Tweede Kamer, na inwerkingtreding van de herziene grondwet.
|                                     | 30 november | 9 december |
| ----------------------------------- | ----------- | ---------- |
| Kiesgerechtigden                    | 658         | 658        |
| Opkomst                             | 528         | 427        |
| Geldige stemmen                     | 524         | 418        |
| Blanco stemmen                      | 3           | 6          |
| Kandidaten                          |             |            |
| P.L. de Lom de Berg                 | 137         | 223        |
| C.L.H. Bontamps                     | 174         | 195        |
| J.L.Th.A.L. van Scherpenzeel Heusch | 123         |            |
| J.J.A. van Wylick                   | 86          |            |

## Opheffing
In 1850 werd het kiesdistrict Venlo opgeheven. De tot het kiesdistrict behorende gemeenten werden ingedeeld bij het al bestaande kiesdistrict Roermond dat tegelijkertijd omgezet werd in een meervoudig kiesdistrict (Beesel, Belfeld, Helden, Kessel, Maasbree, Tegelen en Venlo), en bij het nieuw ingestelde kiesdistrict Boxmeer (Arcen en Velden, Bergen, Broekhuizen, Gennep, Grubbenvorst, Horst, Meerlo, Mook en Middelaar, Ottersum, Sevenum, Venray en Wanssum). 